# Ambulyx substrigilis
Espèce
Ambulyx substrigilis est une espèce de lépidoptères de la famille des Sphingidae, sous-famille des Smerinthinae, tribu des Ambulycini, et du genre Ambulyx. C'est l'espèce type pour le genre.

## Description
- L'envergure varie de 96 à 120 mm. L’espèce se distingue des autres Ambulyx par la grande tache basale noire de l'extrémité proximale de la face dorsale de l’aile postérieure. La ligne dorsale de l'abdomen est bien distincte. La tache costale sous-basale sur la face dorsale de l'aile antérieure est souvent absente.

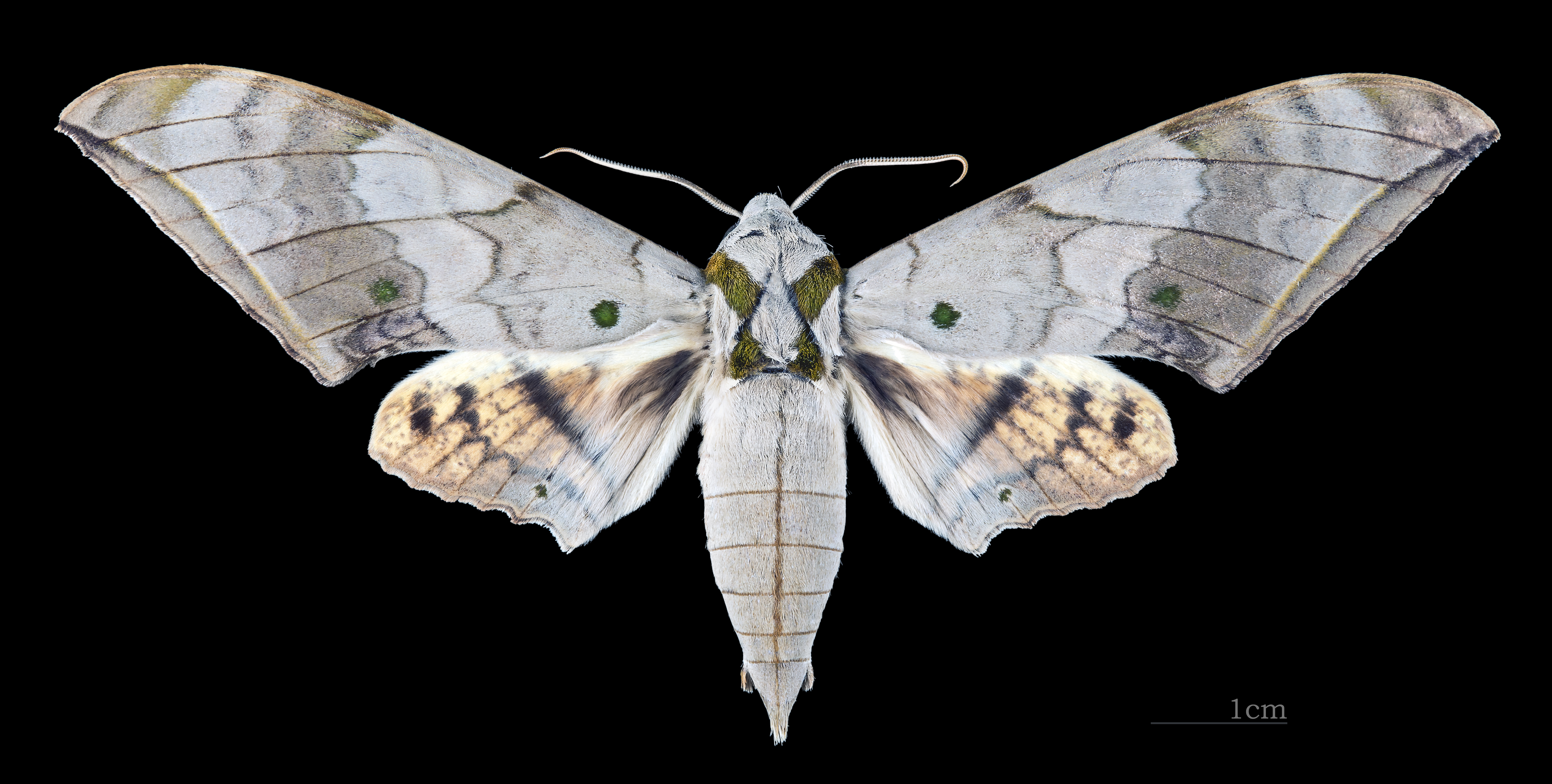
Face dorsale du mâle (coll.MHNT)
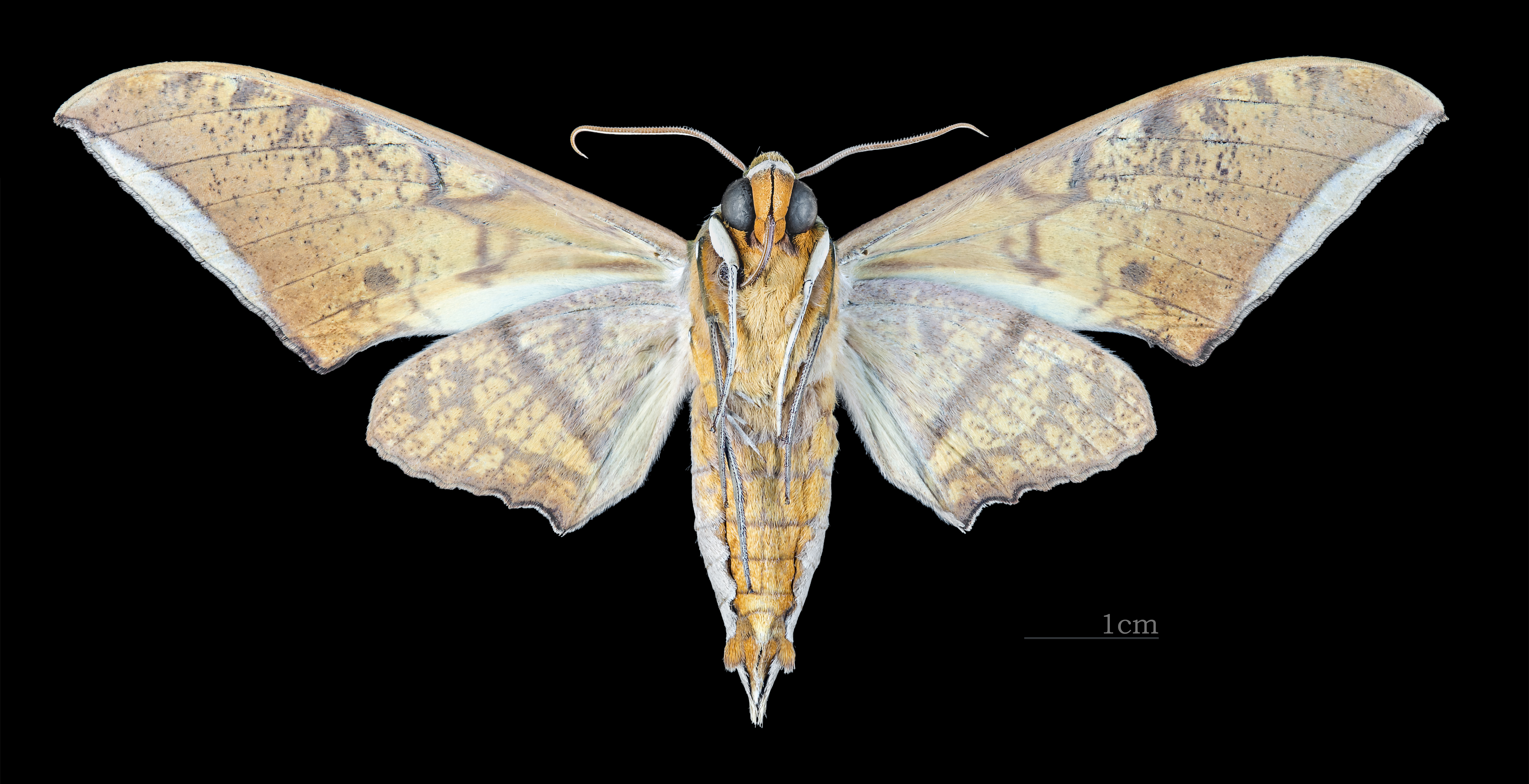
Face ventrale du mâle (coll.MHNT)
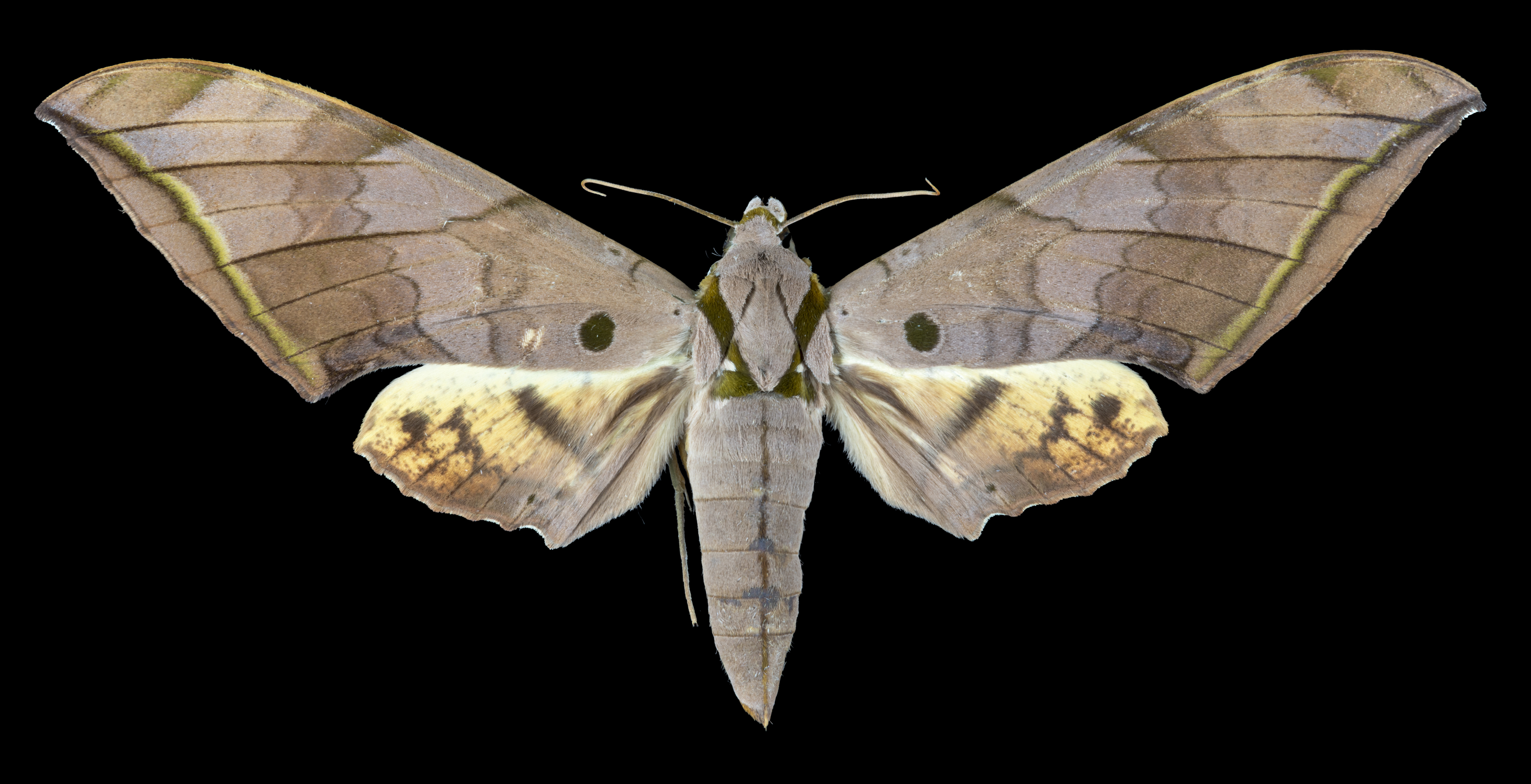
Face dorsale de la femelle (coll.MHNT)
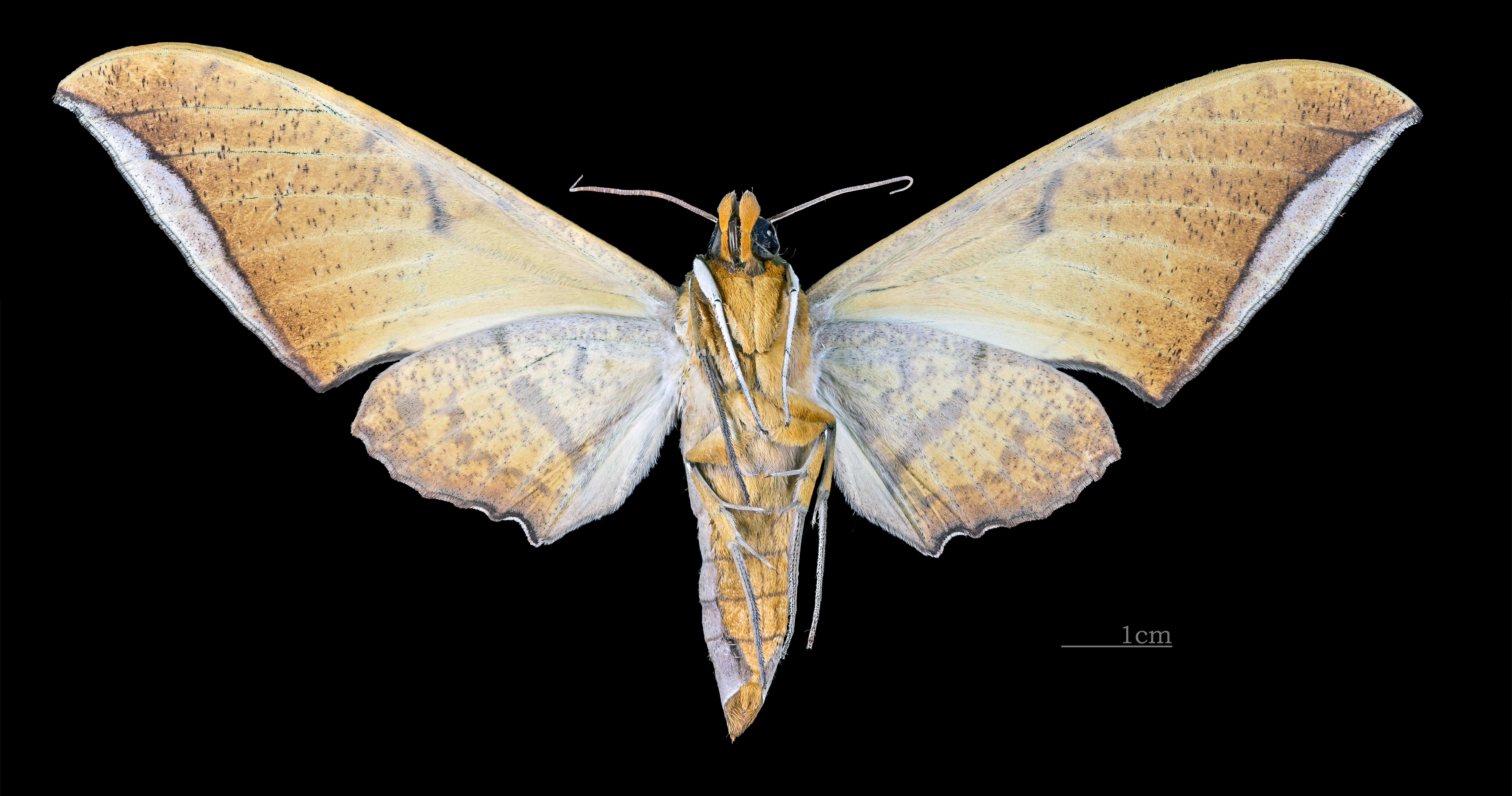
Face ventrale de la femelle (coll.MHNT)

## Distribution  et habitat
Distribution
L'espèce est connue au Sri Lanka, Inde, Népal, Bangladesh, dans les îles Andaman, îles Nicobar, Thaïlande, Vietnam, Chine (île de Hainan),  Malaisie péninsulaire (Sarawak), Indonésie (Sumatra, Kalimantan), et aux Philippines.

## Biologie
Les chenilles se nourrissent sur les espèces des genres Dipterocarpus, Lagerstroemia, et Aglaia.

## Systématique
- L'espèce Ambulyx substrigilis a été décrite par l'entomologiste britannique John Obadiah Westwood en 1847, sous le nom initial de Sphinx substrigilis[2].
- La localité type est Sylhet au Bangladesh.

### Synonymie
- Sphinx substrigilis Westwood, 1847 protonyme
- Ambulyx philemon Boisduval, 1870
- Oxyambulyx substrigilis brooksi Clark, 1923[3]
- Oxyambulyx substrigilis aglaia Jordan, 1923
- Oxyambulyx sericeipennis subrufescens Clark, 1936
- Ambulyx substrigilis cana Gehlen, 1940

### Liste des sous-espèces
- Ambulyx substrigilis substrigilis
- Ambulyx substrigilis aglaia (Jordan, 1923)[4] (Inde)